# Riot Squad (film)
 (août 2020).
Si vous disposez d'ouvrages ou d'articles de référence ou si vous connaissez des sites web de qualité traitant du thème abordé ici, merci de compléter l'article en donnant les références utiles à sa vérifiabilité et en les liant à la section « Notes et références ».
Pour plus de détails, voir Fiche technique et Distribution.
Riot Squad est un pré-code américain de 1933 réalisé par Harry S. Webb. Le film est aussi connu sous le nom de Police Patrol (titre télévision américaine).

## Cast
- Madge Bellamy est Lil Daley
- Pat O'Malley est Det. Bob Larkin
- James Flavin est Det. Mack McCue
- Addison Richards est Diamonds Jareck
- Harrison Greene est Nolan (voleur)
- Ralph Lewis est le juge Nathaniel Moore